# Prunus maritima
Espèce
Classification phylogénétique
Prunus maritima est une espèce de plantes à fleurs de la famille des Rosaceae.

## Description
C'est un arbuste.

## Dénomination
Prunus maritima donne un fruit nommé prune des grèves en français canadien, beach plum « prune de la plage » en anglais américain, zeepruim « prune de mer » en néerlandais.

## Aire de répartition
On trouve la prune des grèves sur la côte atlantique de l'Amérique du Nord, depuis le Nouveau-Brunswick jusqu'en Virginie. Elle croît dans les lieux pauvres tels que les marais salants ou les dunes à proximité des plages.
Une centaine sont en culture par Gaardenier à Mortsel-Antwerpen (Anvers), Vlaanderen (La Flandre).

## Utilisation
Son fruit peut être consommé et particulièrement sous forme de gelée que l'on sert avec le canard ou le gibier.